# NN-299
La carretera NN‑299 es una vía departamental secundaria ubicada en el municipio de Mulukukú, en la Región Autónoma de la Costa Caribe Norte de Nicaragua. Esta carretera conecta la zona urbana y periférica de Baká No. 1 con comunidades rurales y de difícil acceso, incluyendo la Comunidad Umbla Bijawe. Tiene una longitud de 132.8 kilómetros y fue inaugurada en 2024 como parte del programa de integración territorial del Caribe Norte impulsado por el MTI.

## Trazado y cruces
La siguiente tabla muestra su recorrido, localidades y principales conexiones:
| km    | Localidad                     | Departamento | Conexión / Ruta |
| ----- | ----------------------------- | ------------ | --------------- |
| 0.0   | Baká No. 1                    | RACCN        | NIC 21B         |
| 42.5  | Territorio miskito intermedio | RACCN        |                 |
| 93.2  | Comunidad rural dispersa      | RACCN        |                 |
| 132.8 | Umbla Bijawe                  | RACCN        |                 |